# Lepido Faci
Pour les articles homonymes, voir Faci.
Lepido Faci est un imprimeur et libraire italien actif à Italie à la fin du XVIe siècle et au début du XVIIe. 

## Biographie
Lepido Faci travaille d'abord en association  avec son frère aîné Isidore à Ascoli Piceno (1588) , puis à Teramo (1591), à Campli (1593) et enfin à L'Aquila (1564 - 1599) où ils relèvent l'imprimerie de Giacomo Testa. 
Les deux frères se séparent en 1595. En 1602  Lepido Faci reprend à Rome l'officine de Domenico Gigliotti, son frère Isidoro s'installe à Chieti.

## Œuvres
On lui doit une édition de 1603 de l'Iconologia de Cesare Ripa avec des gravures sur des dessins du Cavalier d'Arpin. 

## Sources
- (it) Dizionario Biografico degli Italiani, vol. 44, 1994
- Notice SUDOC Lepido Faci